# La Possession
La Possession là một xã thuộc tỉnh Réunion.

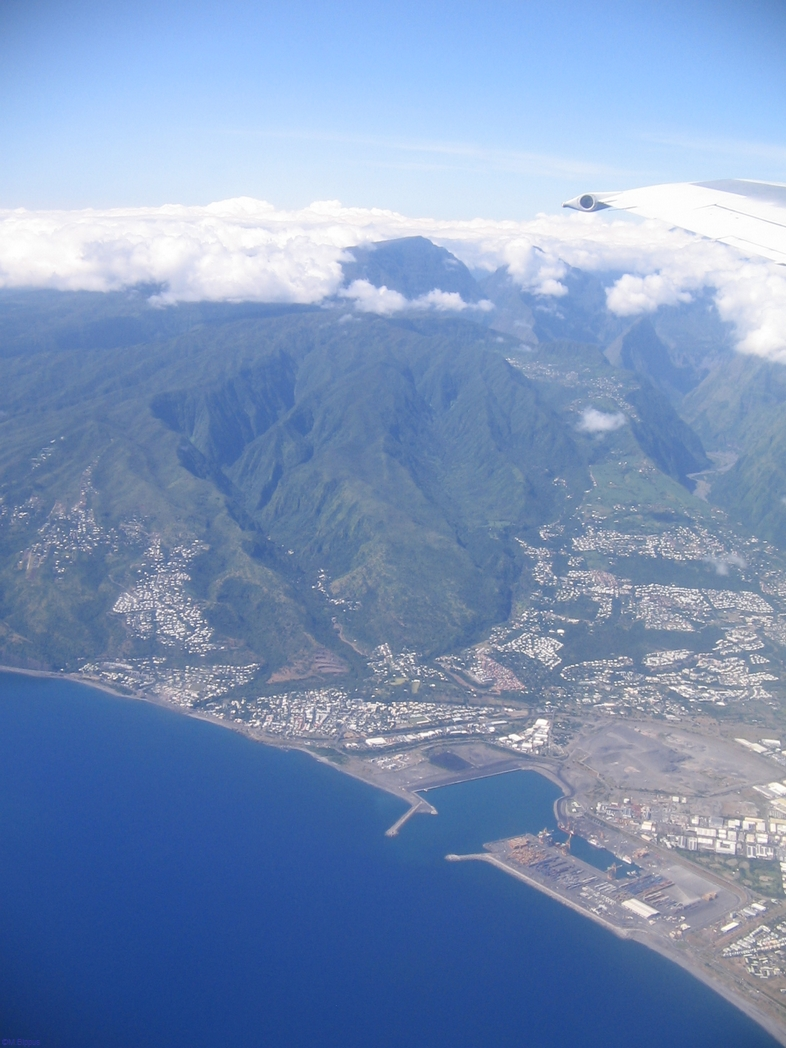
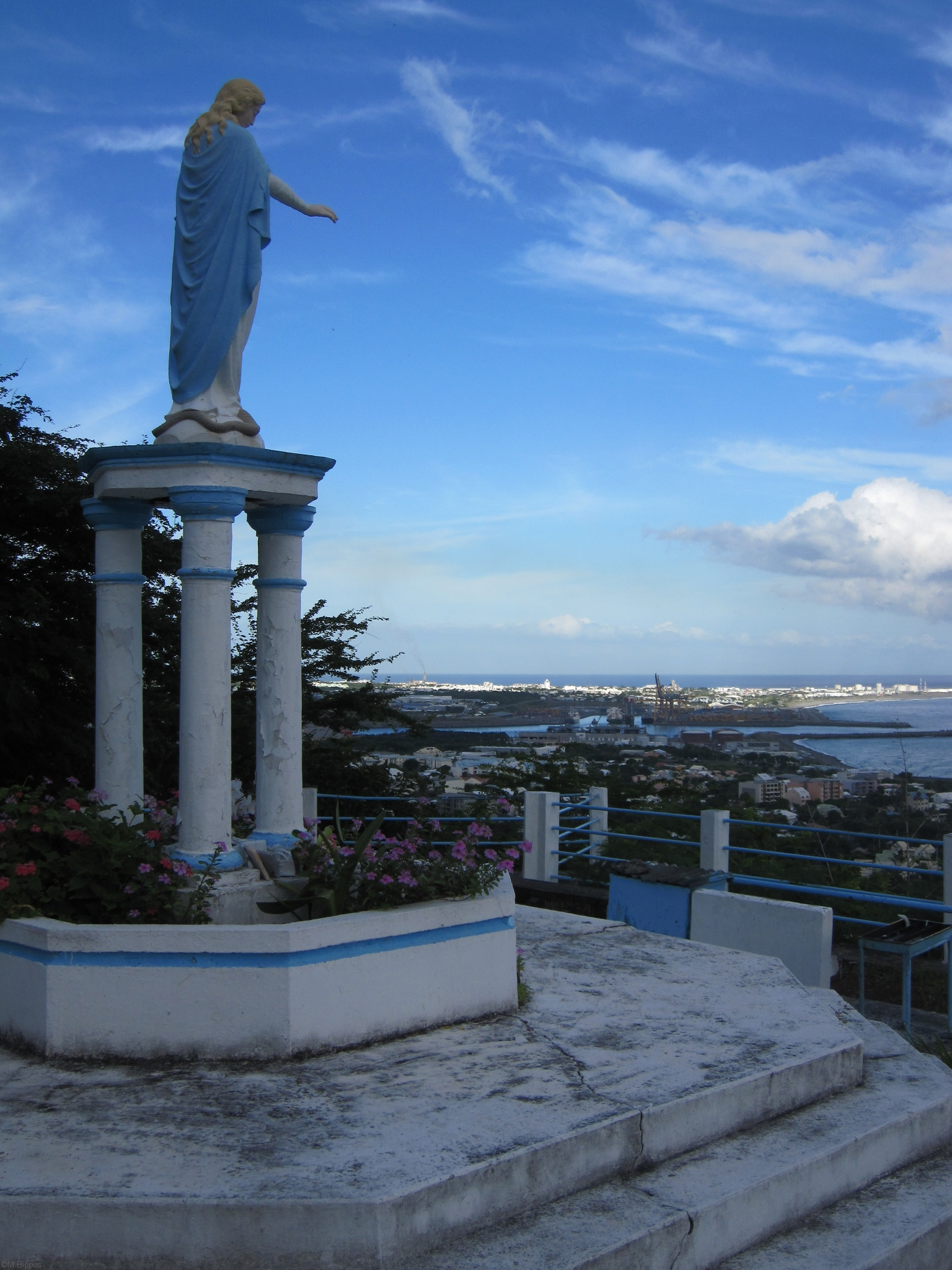
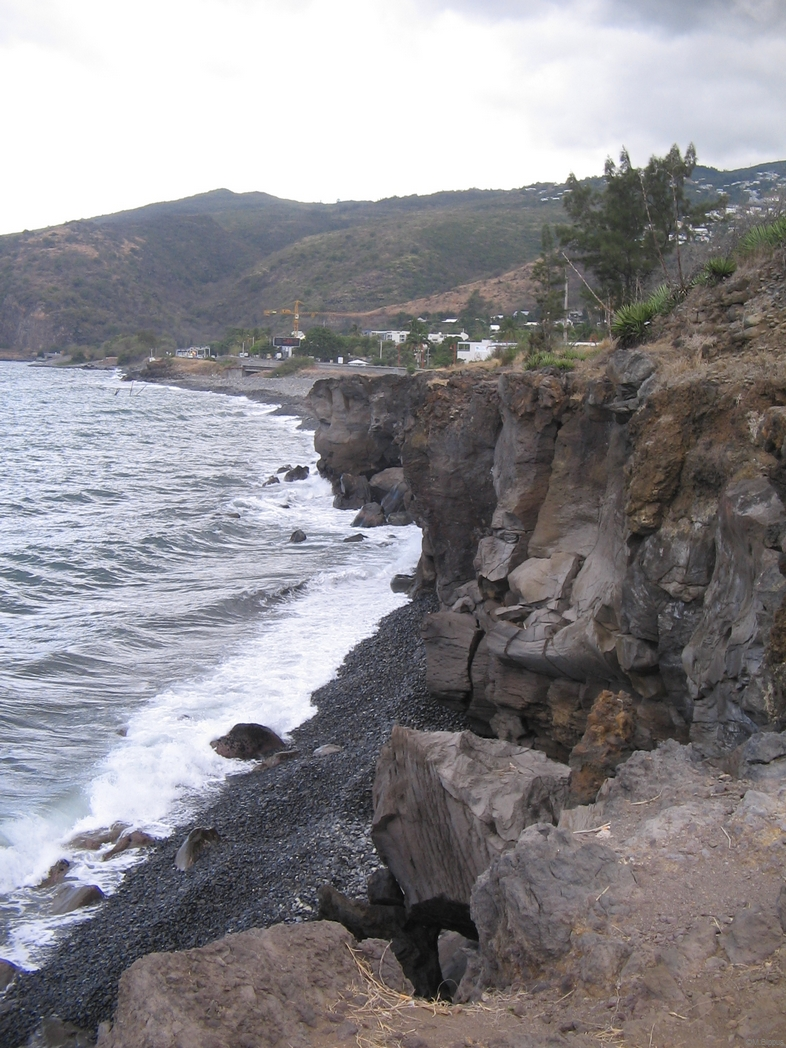
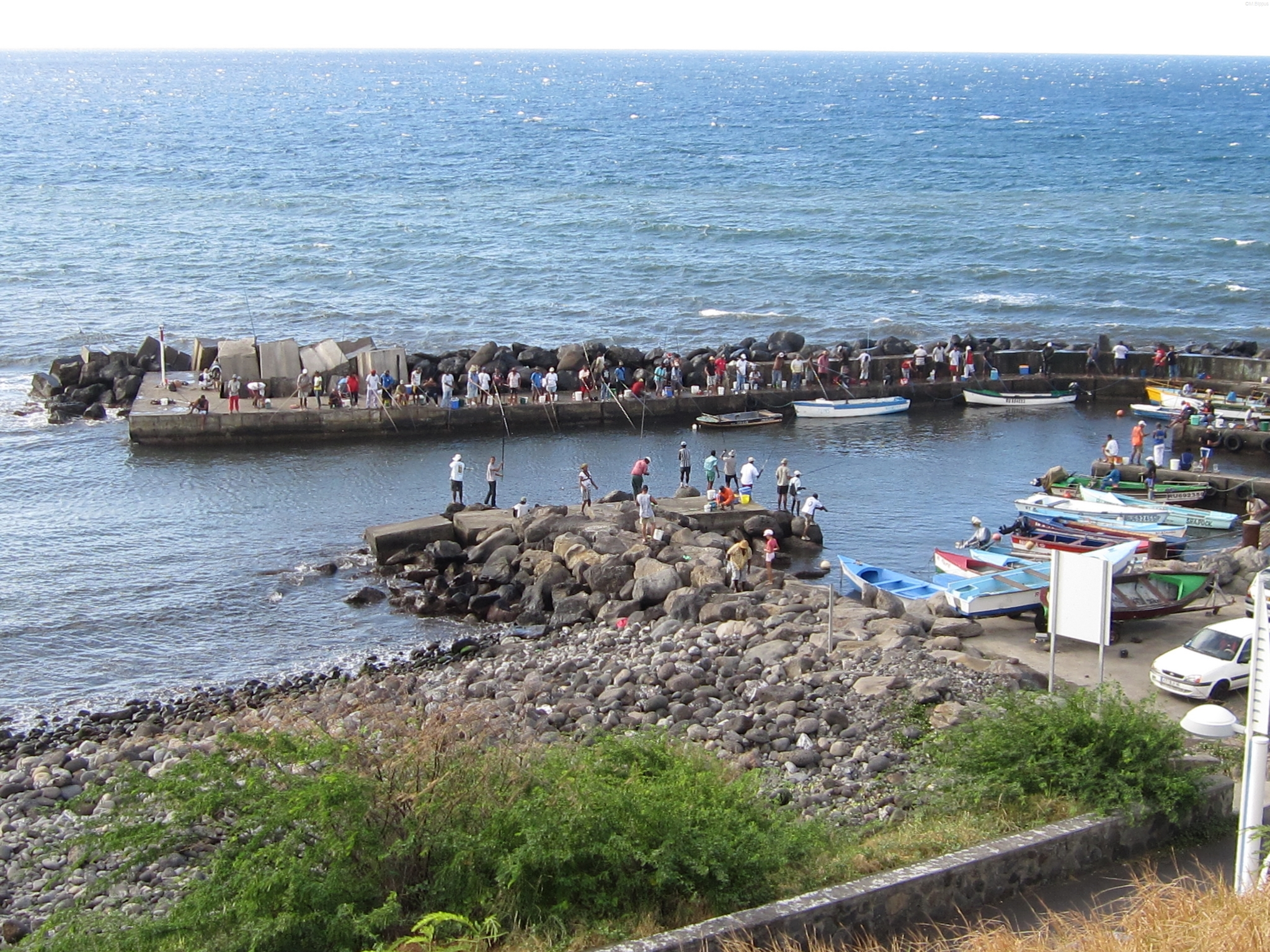
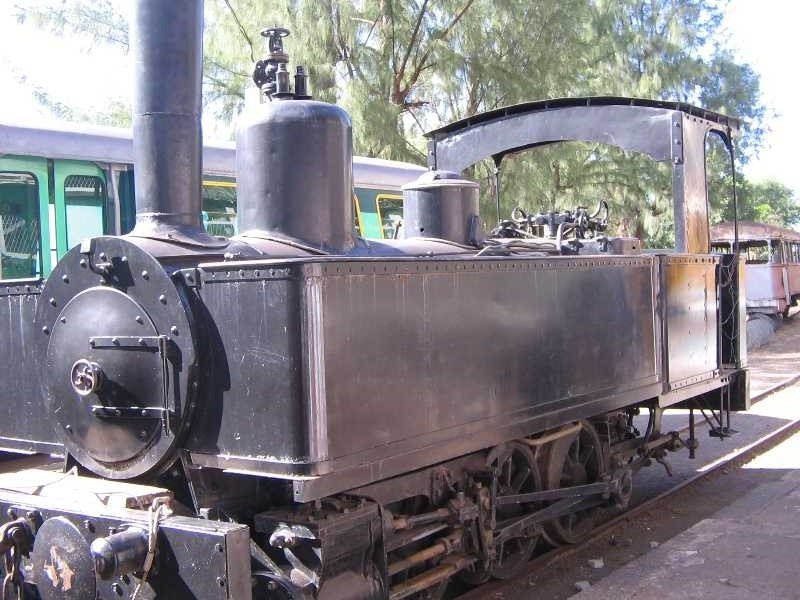
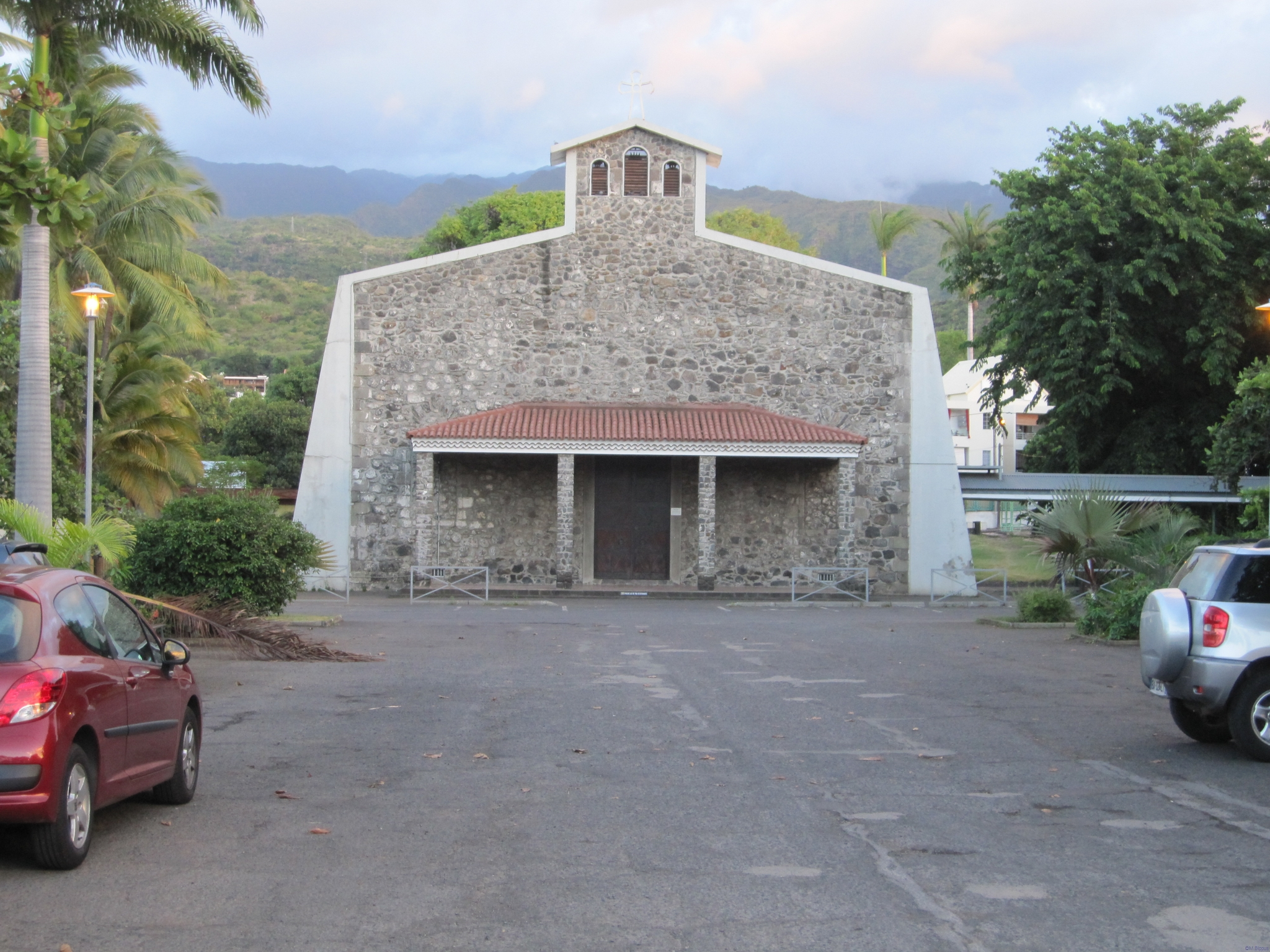